# Lepanthes galeottiana
Lepanthes galeottiana är en orkidéart som beskrevs av Gerardo A. Salazar och Soto Arenas. Lepanthes galeottiana ingår i släktet Lepanthes och familjen orkidéer. Inga underarter finns listade i Catalogue of Life.